# Кирхберг (Верхняя Бавария)
Кирхберг (нем. Kirchberg) — община в Германии, в земле Бавария.
Подчиняется административному округу Верхняя Бавария. Входит в состав района Эрдинг. Население составляет 920 человек (на 31 декабря 2010 года). Занимает площадь 17,09 км².